# Matthias Schuller
Matthias Schuller (* 1987 in Sulzbach-Rosenberg) ist ein deutscher Posaunist und Komponist, der sowohl im Bereich des Jazz wie in der Klassik tätig ist.

## Leben und Wirken
Schuller, dessen ältere Schwester die Sängerin Anna Maria Schuller ist, erhielt ab 1992 Klavier- und Blockflötenunterricht; daneben sang er im Chor. 1997 wechselte er zur Posaune. Seit 2006 studierte er als Jungstudent an der Hochschule für Musik Nürnberg bei Silvan Koopmann. Ab 2008 schloss sich ein Instrumentalstudium zunächst in Nürnberg an; zwischen 2009 und 2013 studierte er Jazz-Posaune an der Hochschule für Musik und Tanz Köln bei Henning Berg. Seitdem arbeitet er als freischaffender Musiker und Komponist und Instrumentalpädagoge in den Bereichen Jazz, Neue Musik und Improvisationsmusik.
Schuller war an einigen Uraufführungen zeitgenössischer Musik beteiligt; er spielte in Formationen wie electronic ID, mam.Manufaktur für aktuelle Musik und dem Vagrancy Ensemble; er ist Mitglied im EOS Kammerorchester Köln. Im Bereich des Jazz arbeitete er mit seinem eigenen Quartett und im Duo mit dem Pianisten Jonathan Hofmeister; er gehörte zum Thoneline Orchestra, zum Tentett von Sébastien Jarrousse (New Frequency 2019) und zum Maxime Bender Orchestra. In der WDR Big Band, dem Sunday Night Orchestra, dem Subway Jazz Orchestra, dem Cologne Contemporary Jazz Orchestra oder der Monika Roscher Bigband war er als Gast zu hören. Er trat auf Festivals wie dem Moers Festival oder dem Beijing Modern Music Festival auf. Des Weiteren singt Schuller im Jungen Kammerchor Köln und im Europäischen Kammerchor.

## Diskographische Hinweise
- Matthias Schuller Multitude (Unit Records 2015, mit Daniel Filbert, Jonas Vogelsang, Jonathan Hofmeister, Stefan Rey, Jan Brill)
- EOS Kammerorchester/Niels Klein, Florian Ross, Frank Wingold Additions (HouseMaster 2017)
- Jonathan Hofmeister/Matthias Schuller Noise Garden (Label 11, 2018)